# St. Augustine South
St. Augustine South è un census-designated place (CDP) degli Stati Uniti d'America, situato in Florida, nella contea di St. Johns.